# 桃園航勤
桃園航勤是由中華民國交通部與中華航空公司、美商UPS航空公司共同投資組成，全年無休提供往返台灣桃園國際機場之航機地勤服務。自1979年公司正式營運至今，總計已提供航機服務近200萬架次。桃園航勤除於地勤業率先取得 ISO9001 國際品質認證外，亦為國際航空運輸協會（IATA）之地勤委員會（GROUND HANDLING COUNCIL）會員公司，且具有ISAGO（IATA Safety Audit for Ground Operation）資格之業者，為台灣第一家實行地面代理一條龍服務之航空站地勤業者。

## 歷史
- 1977年9月9日，由交通部民用航空局與中華航空組織籌備委員會，籌組地勤服務公司。
- 1978年7月，中正國際航空站（今桃園國際機場公司）先成立。11月8日，「桃園航勤服務股份有限公司」成立。
- 1979年，臺灣航勤部分裝具及人員移交桃園航勤。
- 1979年2月26日，中正國際機場啟用，桃勤總部由台北市遷至桃園縣。
- 1993年7月31日，名稱更改為「桃園航勤股份有限公司」。
- 1994年7月，申請加入國際航空運輸協會地勤委員會（GROUND HANDLING COUNCIL）會員。
- 1995年8月1日，成立資料處理中心。
- 1996年10月，推動企業識別系統（CIS），更換公司標誌。
- 1997年4月2日，成立訓練中心。
- 1998年3月25日，服務品質獲得ISO 9002認證。12月30日成立稽核室。
- 1999年4月20日，轉投資台灣懷霖工業股份有限公司。9月配合華航集團策略，投資華儲股份有限公司。
- 2000年，成立臺東特遣作業組，承接台東豐年機場遠東、復興、華信等航空公司之地勤業務。
- 2001年5月23日，設立子公司桃友股份有限公司（後收回）。
- 2002年6月3日，ISO國際品質認證成功轉換為ISO 9001: 2000。
- 2006年，通過國際空運組織地勤代理品質認證「AHM804」（Airport Handling Manual 804），為目前地勤代理業具公信力的認證。
- 2008年1月25日，完成桃園國際機場、台東豐年機場之「航空保安計畫、航空保安品質管制計畫」，並獲內政部警政署航空警察局同意備查實施。
- 2011年，正式註冊成為地面作業安全認證之合格供應商（ISAGO Provider），為台灣地區第一家通過 ISAGO 認證之地勤代理公司。
- 2013年10月9日，完成為期二年一次的 ISAGO 複審。
- 2015年11月7日，再次通過 ISAGO 複審。
- 2017年10月20日，再次通過 ISAGO 複審。
- 2019年11月21日，ISAGO 新模式(New Model) 啟動，通過 ISAGO New Model 認證。
- 2020年2月，桃園機場運務服務組成立，並代理樂桃航空及宿霧太平洋等客運代理地勤業務，成為台灣第一家有能量實行地面代理一條龍服務之地勤指標企業(Above the wing & Below the wing)。
- 2021年9月16日，通過 ISAGO 複審(因應 Covid-19 疫情影響，本次採用遠端稽核 Remote Audit)。
- 2022年12月2日，通過 ISAGO 複審 (ON-SITE Audit)。
- 2023年7月，運務服務部正式成立，目前代理宿霧太平洋、樂桃航空、香港快運、大灣區航空、汶萊皇家航空、亞洲航空集團等多家航空公司業務。
- 2023年12月，景文科技大學與桃園航勤簽訂產學合作意向書(MOU)。
- 2023年12月，萬能科技大學與桃園航勤簽訂產學合作備忘錄(MOU)。
- 2024年3月，朝陽科技大學與桃園航勤簽訂產學合作策略聯盟協議(MOU)。

## 歷任董事長
| 任別 | 姓名   | 就職時間  | 卸任時間  |
| ---- | ------ | --------- | --------- |
| 1    | 王龍德 | 1979年    | 1984年    |
| 2    | 陳履元 | 1984年    | 1990年    |
| 3    | 戚榮春 | 1990年    | 1994年    |
| 4    | 張復   | 1994年    | 2000年    |
| 5    | 張慶惠 | 2000年    | 2004年    |
| 6    | 傅家鏞 | 2004年1月 | 2004年9月 |
| 7    | 許應深 | 2004年    | 2008年    |
| 8    | 林正峰 | 2008年    | 2014年    |
| 9    | 張建隆 | 2015年    | 2016年    |
| 10   | 林信得 | 2016年    | 2019年    |
| 11   | 郭榮宗 | 2019年    | 2020年3月 |
| 12   | 李志強 | 2020年3月 | 2021年9月 |
| 13   | 王正明 | 2021年9月 | 2023年7月 |
| 14   | 林祥生 | 2023年7月 | 2024年9月 |
| 15   | 趙正宇 | 2024年9月 |           |

## 組織
- 董事長
  - 總經理
  - 副總經理

### 行政部門
- 地勤服務處
- 稽核室
- 財務處
- 營運企劃處
- 人力資源處
- 行政處
- 企安處

### 業務部門
- 貨裝部
- 貨服部
- 客裝部
- 旅服部
- 艙服部
- 機坪部
- 作管部
- 運務部
- 修護廠
- 訓練中心
- 資管中心

### 任務編組
- 職工安全衛生委員會
- 職工福利委員會

### 腳註
1. ↑  組織架構 （页面存档备份，存于）.桃園航勤

## 外部連結
- （繁體中文）（英文）桃園航勤 （页面存档备份，存于）